# Ідриця
Ідриця (рос. Идрица) — робітниче селище в Себезькому районі Псковської області Російської Федерації.
Населення становить 3992 особи. Входить до складу муніципального утворення Муніципальне утворення Ідриця.

## Історія
Від 2015 року входить до складу муніципального утворення Муніципальне утворення Ідриця.

## Населення
| 1939  | 1959  | 1970  | 1979  | 1989  | 2001  | 2002  |
| ----- | ----- | ----- | ----- | ----- | ----- | ----- |
| 4224  | ↗4361 | ↗5608 | ↗5774 | ↘5541 | ↗5870 | ↘5784 |
| 2009  | 2010  | 2011  | 2012  | 2013  | 2014  | 2015  |
| ↘5318 | ↘4988 | ↘4982 | ↘4949 | ↘4900 | ↘4856 | ↘4760 |
| 2016  | 2017  | 2018  | 2019  | 2020  | 2021  |       |
| ↘4696 | ↘4653 | ↘4571 | ↘4467 | ↗4472 | ↘3992 |       |